# Ragnhild Haga
Ragnhild Haga (Nannestad, 12 februari 1991) is een Noorse langlaufster. Ze vertegenwoordigde haar vaderland op de Olympische Winterspelen 2018 in Pyeongchang.

## Carrière
Haga maakte haar wereldbekerdebuut in maart 2010 in Oslo. In februari 2011 scoorde ze in Drammen haar eerste wereldbekerpunten. In december 2014 behaalde de Noorse in Lillehammer haar eerste toptienklassering in een wereldbekerwedstrijd. In januari 2015 stond Haga in Oberstdorf voor de eerste maal in haar carrière op het podium van een wereldbekerwedstrijd. Op de wereldkampioenschappen langlaufen 2015 in Falun eindigde ze als 29e op de 10 kilometer vrije stijl. In Lahti nam de Noorse deel aan de wereldkampioenschappen langlaufen 2017. Op dit toernooi eindigde ze als vierde op de 30 kilometer vrije stijl. Op 26 november 2017 boekte Haga in Kuusamo haar eerste wereldbekerzege. Tijdens de Olympische Winterspelen van 2018 in Pyeongchang werd ze olympisch kampioene op de 10 kilometer vrije stijl, daarnaast eindigde ze als twaalfde op de 30 kilometer klassieke stijl en als vijftiende op de 15 kilometer skiatlon. Op de estafette veroverde ze samen met Ingvild Flugstad Østberg, Astrid Jacobsen en Marit Bjørgen de gouden medaille.
Op de wereldkampioenschappen langlaufen 2019 in Seefeld eindigde de Noorse als tiende op de 30 kilometer vrije stijl. In Oberstdorf nam Haga deel aan de wereldkampioenschappen langlaufen 2021. Op dit toernooi eindigde ze als zevende op de 10 kilometer vrije stijl.

## Resultaten

### Olympische Spelen
| Jaar | Plaats      | Resultaten                                                                            |
| ---- | ----------- | ------------------------------------------------------------------------------------- |
| 2018 | Pyeongchang | 10 km vrije stijl · 15e 15 km skiatlon · 12e 30 km klassieke stijl · 4x5 km estafette |

### Wereldkampioenschappen
| Jaar | Plaats     | Resultaten            |
| ---- | ---------- | --------------------- |
| 2015 | Falun      | 29e 10 km vrije stijl |
| 2017 | Lahti      | 4e 30 km vrije stijl  |
| 2019 | Seefeld    | 10e 30 km vrije stijl |
| 2021 | Oberstdorf | 7e 10 km vrije stijl  |

### Wereldbeker
Eindklasseringen-
| Seizoen   | Algm | DI  | SP  | TdS |
| --------- | ---- | --- | --- | --- |
| 2010/2011 | 108e | 73e | -   | -   |
| 2012/2013 | 78e  | 57e | -   | -   |
| 2014/2015 | 5e   | 5e  | 32e | 4e  |
| 2015/2016 | 13e  | 10e | 25e | 6e  |
| 2016/2017 | 19e  | 15e | 38e | DNF |
| 2017/2018 | 9e   | 8e  | -   | -   |
| 2018/2019 | 27e  | 16e | -   | -   |
| 2019/2020 | 19e  | 16e | 37e | 17e |
| 2020/2021 | 57e  | 39e | –   | –   |

Wereldbekerzeges
| Nr. | Datum            | Plaats  | Onderdeel                         |
| --- | ---------------- | ------- | --------------------------------- |
| 1.  | 26 november 2017 | Kuusamo | 10 km vrije stijl (handicapstart) |